# Ентоні Армстронг Джонс, 1-й граф Сноудон
Ентоні Армстронг Джонс, 1-й граф Сноудон, або Антоні Чарлз Роберт Армстронг-Джоунз (англ. Antony Armstrong-Jones, 1. Earl of Snowdon; 7 березня 1930, Лондон — 13 січня 2017, Кенсінгтон) — британський фотограф і дизайнер, у 1960—1978 роках чоловік принцеси Маргарет, сестри королеви Єлизавети II.

## Походження
По батькові Ентоні Армстронг-Джонс належав від народження до дрібного валлійського дворянства; його мати, Енн Мессель, походила з німецько-єврейської банкірської сім'ї Месселів і була онукою архітектора Альфреда Месселя.

## Біографія
Ентоні Армстронг-Джонс закінчив Ітонський коледж і вивчав архітектуру в Кембриджському університеті. Він двічі провалив іспити і почав вчитися на фотографа, але і в цьому не досяг успіху. Тим не менш, професійно займаючись соціальною фотографією з 1951 року, він поступово зміг зробити собі ім'я. Армстронг-Джонс став фотографом королівської сім'ї і постійно супроводжував королеву в її поїздках. Пізніше головною сферою його інтересів стали мода, дизайн і театральне життя, а також портрети знаменитостей; фотографії на цю тему були переважно чорно-білими. Особливо відомими стали портрети Сальвадора Далі, принцеси Діани, Марлен Дітріх.
Паралельно Армстронг-Джонс займався дизайном меблів і посуду, публікував есе про мистецтво фотографії та фотоальбоми.

## Особисте життя
У 1959 році Армстронг-Джонс познайомився з принцесою Маргарет, молодшою сестрою королеви; він фотографував принцесу в день її 29-річчя. Знайомство переросло в роман, і 6 травня 1960 року закохані одружилися у Вестмінстерському абатстві. 3 жовтня 1961 року Армстронг-Джонс отримав від королеви титул графа Сноудон. У шлюбі народилися двоє дітей:
- Девід Армстронг-Джонс, віконт Лінлі, після смерті батька 2-й граф Сноудон (народився 3 листопада 1961 року);
- Леді Сара Армстронг-Джонс (народилася 1 травня 1964 року), дружина Деніела Чатто.

У 1976 році граф і графиня Сноудон розлучилися, а в 1978 офіційно розлучилися; причиною тому став роман принцеси Маргарет з баронетом Родді Ллевелліном. Роком пізніше Армстронг-Джонс одружився з Люсі Ліндсей-Хогг, яка 17 липня 1979 року народила дочку Френсіс, яка стала в 2006 році дружиною Родольфа фон Гофмансталя. У Френсіс троє дітей — Рекс, Мод і Сибілла.
У 1998 році у Ентоні Армстронг-Джонса народився позашлюбний син Джаспер Вільям Олівер. Його мати — Мелані Кейбл-Александер.

## В культурі
Ентоні Армстронг-Джонс став персонажем телесеріалу «Корона», де його грають Метью Гуд (2 сезон) і Бен Деніелс (3 сезон).